# Scopula annubiata
Scopula annubiata là một loài bướm đêm trong họ Geometridae.